# Novo Szelo (Bogovinye)
Novo Szelo (macedónul: Ново Село, albánul Novosella) település Észak-Macedóniában, a Pologi körzet Bogovinyei járásában.

## Népesség
2002-ben 1 589 lakosa volt, akik közül 1 579 albán, 1 macedón és 9 egyéb.